# Heinrich Hermann Klemm
Heinrich Hermann Klemm (* 8. Januar 1816 in Dresden; † 16. Mai 1899 ebenda) war ein deutscher Jurist und Politiker. Er war Mitglied des Deutschen Reichstags.

## Leben
Klemm besuchte die Thomasschule in Leipzig und von 1830 bis 1835 die Landesschule in Grimma. Er studierte Rechtswissenschaften an der Universität Leipzig und ließ sich anschließend in dieser Stadt ab 1845 als Rechtsanwalt und Notar nieder. 1849 wurde Klemm dort auch Stadtgerichtsrat und 1856 Rat am Bezirksgericht. 1859 wurde er Appellationsrat und 1869 Oberappellationsrath in Dresden. Zugleich war er Stellvertreter des Königlich Sächsischen Generalstaatsanwalts von 1861 bis 1869. Danach war er erster Rat am Königlich Sächsischen Oberlandesgericht. 1848/49 war er Stadtverordneter in Leipzig und in Dresden ab 1874.  Außerdem war er Mitglied der Deutschen Schillerstiftung.
Von 1884 bis 1893 war Klemm Mitglied des Deutschen Reichstags für den Reichstagswahlkreis Königreich Sachsen 4 Dresden rechts der Elbe, Radeberg, Radeburg und die Deutschkonservative Partei. In einer durch das Ausscheiden von Adolph Bartholomäus notwendig gewordenen Nachwahl wurde er 1889 im Wahlkreis Dresden 5 in die II. Kammer des Sächsischen Landtags gewählt, dem er bis 1893 angehörte. Klemm verstarb 1899 in Dresden und wurde auf dem Trinitatisfriedhof beigesetzt.